# Bob-Weltcup 2019/20
Der Bob-Weltcup 2019/20 begann am 7. Dezember 2019 in Lake Placid und endete am 16. Februar 2020 in Sigulda. Der Weltcup umfasste acht Stationen in Nordamerika und Europa und wurde parallel zum Skeleton-Weltcup 2019/20 ausgetragen. Der ursprünglich geplante erste Weltcup in Park City musste wegen eines technischen Defekts des Kühlungssystems der Bobbahn nach Lake Placid verlegt werden. Dort wurden stattdessen die ersten beiden Weltcup-Wettbewerbe ausgetragen. Veranstaltet wurde die Rennserie von der International Bobsleigh & Skeleton Federation (IBSF). Der Höhepunkt der Saison waren die Weltmeisterschaften vom 18. Februar bis 1. März 2020, die in Altenberg stattfanden, deren Ergebnisse jedoch nicht zum Weltcup zählten.

## Weltcupkalender
| # | Datum                              | Land               | Ort            | Wettkampfstätte                      |
| - | ---------------------------------- | ------------------ | -------------- | ------------------------------------ |
| 1 | 7.–8. Dezember 2019                | Vereinigte Staaten | Lake Placid 1  | Bobbahn Lake Placid                  |
| 2 | 9.–15. Dezember 2019               | Vereinigte Staaten | Lake Placid    | Bobbahn Lake Placid                  |
| 3 | 31. Dezember 2019 – 5. Januar 2020 | Deutschland        | Winterberg     | Veltins-Eisarena                     |
| 4 | 6.–12. Januar 2020                 | Frankreich         | La Plagne      | Bob- und Rennschlittenbahn La Plagne |
| 5 | 13.–19. Januar 2020                | Österreich         | Innsbruck-Igls | Olympia Eiskanal Innsbruck-Igls      |
| 6 | 20.–26. Januar 2020                | Deutschland        | Königssee      | Kunsteisbahn Königssee               |
| 7 | 27. Januar – 2. Februar 2020       | Schweiz            | St. Moritz     | Olympia Bob Run St. Moritz–Celerina  |
| 8 | 10.–16. Februar 2020               | Lettland           | Sigulda        | Bob- und Rennschlittenbahn Sigulda   |

## Weltcup-Übersicht
| 1. Weltcup in Lake Placid, 7. – 8. Dezember 2019 | 1. Weltcup in Lake Placid, 7. – 8. Dezember 2019  | 1. Weltcup in Lake Placid, 7. – 8. Dezember 2019 | 1. Weltcup in Lake Placid, 7. – 8. Dezember 2019 | 1. Weltcup in Lake Placid, 7. – 8. Dezember 2019 |
| ------------------------------------------------ | ------------------------------------------------- | ------------------------------------------------ | ------------------------------------------------ | ------------------------------------------------ |
| Disziplin                                        | Erster Platz                                      | Zweiter Platz                                    | Dritter Platz                                    |                                                  |
| Zweierbob Frauen                                 | Vereinigte StaatenKaillie Humphries Lauren Gibbs  | DeutschlandStephanie Schneider Lisette Thöne     | DeutschlandKim Kalicki Vanessa Mark              |                                                  |
| Zweierbob Männer                                 | DeutschlandJohannes Lochner Florian Bauer         | DeutschlandFrancesco Friedrich Thorsten Margis   | KanadaJustin Kripps Benjamin Coakwell            |                                                  |
| Zweierbob Männer                                 | DeutschlandFrancesco Friedrich Alexander Schüller | DeutschlandJohannes Lochner Christian Rasp       | KanadaJustin Kripps Cam Stones                   |                                                  |

| 2. Weltcup in Lake Placid, 9.–15. Dezember 2019 | 2. Weltcup in Lake Placid, 9.–15. Dezember 2019              | 2. Weltcup in Lake Placid, 9.–15. Dezember 2019                            | 2. Weltcup in Lake Placid, 9.–15. Dezember 2019                             | 2. Weltcup in Lake Placid, 9.–15. Dezember 2019 |
| ----------------------------------------------- | ------------------------------------------------------------ | -------------------------------------------------------------------------- | --------------------------------------------------------------------------- | ----------------------------------------------- |
| Disziplin                                       | Erster Platz                                                 | Zweiter Platz                                                              | Dritter Platz                                                               |                                                 |
| Zweierbob Frauen                                | Vereinigte StaatenKaillie Humphries Lauren Gibbs             | DeutschlandKim Kalicki Erline Nolte                                        | KanadaChristine de Bruin Kristen Bujnowski                                  |                                                 |
| Viererbob                                       | KanadaJustin Kripps Benjamin Coakwell Cam Stones Ryan Sommer | LettlandOskars Ķibermanis Matīss Miknis Lauris Kaufmanis Arvis Vilkaste    | ÖsterreichBenjamin Maier Dănuț Moldovan Markus Sammer Marco Rangl           |                                                 |
| Viererbob                                       | KanadaJustin Kripps Benjamin Coakwell Cam Stones Ryan Sommer | DeutschlandJohannes Lochner Christopher Weber Florian Bauer Christian Rasp | DeutschlandFrancesco Friedrich Martin Grothkopp Thorsten Margis Candy Bauer |                                                 |

| 3. Weltcup in Winterberg, 31. Dezember 2019 – 5. Januar 2020 | 3. Weltcup in Winterberg, 31. Dezember 2019 – 5. Januar 2020                  | 3. Weltcup in Winterberg, 31. Dezember 2019 – 5. Januar 2020                  | 3. Weltcup in Winterberg, 31. Dezember 2019 – 5. Januar 2020            | 3. Weltcup in Winterberg, 31. Dezember 2019 – 5. Januar 2020 |
| ------------------------------------------------------------ | ----------------------------------------------------------------------------- | ----------------------------------------------------------------------------- | ----------------------------------------------------------------------- | ------------------------------------------------------------ |
| Disziplin                                                    | Erster Platz                                                                  | Zweiter Platz                                                                 | Dritter Platz                                                           |                                                              |
| Zweierbob Frauen                                             | DeutschlandStephanie Schneider Kira Lipperheide                               | DeutschlandMariama Jamanka Annika Drazek                                      | DeutschlandLaura Nolte Deborah Levi                                     |                                                              |
| Viererbob                                                    | DeutschlandFrancesco Friedrich Candy Bauer Alexander Schüller Thorsten Margis | DeutschlandNico Walther Paul Krenz Joshua Bluhm Eric Franke                   | LettlandOskars Ķibermanis Lauris Kaufmanis Arvis Vilkaste Matīss Miknis |                                                              |
| Viererbob                                                    | DeutschlandJohannes Lochner Florian Bauer Christian Rasp Christopher Weber    | DeutschlandFrancesco Friedrich Candy Bauer Thorsten Margis Alexander Schüller | DeutschlandNico Walther Eric Franke Paul Krenz Kevin Korona             |                                                              |

| 4. Weltcup in La Plagne, 6.–12. Januar 2020 | 4. Weltcup in La Plagne, 6.–12. Januar 2020                                   | 4. Weltcup in La Plagne, 6.–12. Januar 2020                                | 4. Weltcup in La Plagne, 6.–12. Januar 2020                             | 4. Weltcup in La Plagne, 6.–12. Januar 2020 |
| ------------------------------------------- | ----------------------------------------------------------------------------- | -------------------------------------------------------------------------- | ----------------------------------------------------------------------- | ------------------------------------------- |
| Disziplin                                   | Erster Platz                                                                  | Zweiter Platz                                                              | Dritter Platz                                                           |                                             |
| Zweierbob Frauen                            | DeutschlandLaura Nolte Deborah Levi                                           | KanadaChristine de Bruin Kristen Bujnowski                                 | DeutschlandStephanie Schneider Leonie Fiebig                            |                                             |
| Zweierbob Männer                            | DeutschlandFrancesco Friedrich Alexander Schüller                             | LettlandOskars Ķibermanis Matīss Miknis                                    | SchweizMichael Vogt Sandro Michel                                       |                                             |
| Viererbob                                   | DeutschlandFrancesco Friedrich Thorsten Margis Alexander Schüller Candy Bauer | DeutschlandJohannes Lochner Christopher Weber Florian Bauer Christian Rasp | LettlandOskars Ķibermanis Arvis Vilkaste Lauris Kaufmanis Matīss Miknis |                                             |

| 5. Weltcup in Innsbruck-Igls, 13.–19. Januar 2020 | 5. Weltcup in Innsbruck-Igls, 13.–19. Januar 2020                              | 5. Weltcup in Innsbruck-Igls, 13.–19. Januar 2020                          | 5. Weltcup in Innsbruck-Igls, 13.–19. Januar 2020                            | 5. Weltcup in Innsbruck-Igls, 13.–19. Januar 2020 |
| ------------------------------------------------- | ------------------------------------------------------------------------------ | -------------------------------------------------------------------------- | ---------------------------------------------------------------------------- | ------------------------------------------------- |
| Disziplin                                         | Erster Platz                                                                   | Zweiter Platz                                                              | Dritter Platz                                                                |                                                   |
| Zweierbob Frauen                                  | DeutschlandMariama Jamanka Annika Drazek                                       | DeutschlandLaura Nolte Erline Nolte                                        | Vereinigte StaatenKaillie Humphries Sylvia Hoffman                           |                                                   |
| Zweierbob Männer                                  | DeutschlandFrancesco Friedrich Thorsten Margis                                 | Vereinigtes KönigreichBrad Hall Gregory Cackett                            | DeutschlandRichard Oelsner Tobias Schneider                                  |                                                   |
| Viererbob                                         | DeutschlandFrancesco Friedrich Martin Grothkopp Alexander Schüller Candy Bauer | DeutschlandJohannes Lochner Christian Rasp Florian Bauer Christopher Weber | Vereinigte StaatenHunter Church Joshua Williamson James Reed Kristopher Horn |                                                   |

| 6. Weltcup in Königssee, 20.–26. Januar 2020 | 6. Weltcup in Königssee, 20.–26. Januar 2020                                   | 6. Weltcup in Königssee, 20.–26. Januar 2020                                | 6. Weltcup in Königssee, 20.–26. Januar 2020                 | 6. Weltcup in Königssee, 20.–26. Januar 2020 |
| -------------------------------------------- | ------------------------------------------------------------------------------ | --------------------------------------------------------------------------- | ------------------------------------------------------------ | -------------------------------------------- |
| Disziplin                                    | Erster Platz                                                                   | Zweiter Platz                                                               | Dritter Platz                                                |                                              |
| Zweierbob Frauen                             | Vereinigte StaatenKaillie Humphries Sylvia Hoffman                             | DeutschlandLaura Nolte Erline Nolte                                         | DeutschlandStephanie Schneider Ann-Christin Strack           |                                              |
| Zweierbob Männer                             | DeutschlandFrancesco Friedrich Thorsten Margis                                 | KanadaJustin Kripps Cam Stones                                              | DeutschlandNico Walther Malte Schwenzfeier                   |                                              |
| Viererbob                                    | DeutschlandFrancesco Friedrich Candy Bauer Alexander Schüller Martin Grothkopp | DeutschlandJohannes Lochner Christopher Weber Benedikt Hertel Florian Bauer | KanadaJustin Kripps Benjamin Coakwell Ryan Sommer Cam Stones |                                              |

| 7. Weltcup in St. Moritz, 27. Januar – 2. Februar 2020 | 7. Weltcup in St. Moritz, 27. Januar – 2. Februar 2020       | 7. Weltcup in St. Moritz, 27. Januar – 2. Februar 2020                  | 7. Weltcup in St. Moritz, 27. Januar – 2. Februar 2020                       | 7. Weltcup in St. Moritz, 27. Januar – 2. Februar 2020 |
| ------------------------------------------------------ | ------------------------------------------------------------ | ----------------------------------------------------------------------- | ---------------------------------------------------------------------------- | ------------------------------------------------------ |
| Disziplin                                              | Erster Platz                                                 | Zweiter Platz                                                           | Dritter Platz                                                                |                                                        |
| Zweierbob Frauen                                       | Vereinigte StaatenKaillie Humphries Lauren Gibbs             | DeutschlandMariama Jamanka Kira Lipperheide                             | DeutschlandStephanie Schneider Leonie Fiebig                                 |                                                        |
| Zweierbob Männer                                       | DeutschlandJohannes Lochner Christopher Weber                | DeutschlandFrancesco Friedrich Alexander Schüller                       | LettlandOskars Ķibermanis Matīss Miknis                                      |                                                        |
| Viererbob                                              | KanadaJustin Kripps Ryan Sommer Cam Stones Benjamin Coakwell | LettlandOskars Ķibermanis Matīss Miknis Arvis Vilkaste Lauris Kaufmanis | DeutschlandJohannes Lochner Christopher Weber Tobias Schneider Florian Bauer |                                                        |

| 8. Weltcup und Europameisterschaft in Sigulda, 10.–16. Februar 2020 | 8. Weltcup und Europameisterschaft in Sigulda, 10.–16. Februar 2020 | 8. Weltcup und Europameisterschaft in Sigulda, 10.–16. Februar 2020 | 8. Weltcup und Europameisterschaft in Sigulda, 10.–16. Februar 2020 | 8. Weltcup und Europameisterschaft in Sigulda, 10.–16. Februar 2020 |
| ------------------------------------------------------------------- | ------------------------------------------------------------------- | ------------------------------------------------------------------- | ------------------------------------------------------------------- | ------------------------------------------------------------------- |
| Disziplin                                                           | Erster Platz                                                        | Zweiter Platz                                                       | Dritter Platz                                                       |                                                                     |
| Zweierbob Frauen                                                    | RusslandNadeschda Sergejewa Jelena Mamedowa                         | RumänienAndreea Grecu Ioana Gheorghe                                | DeutschlandStephanie Schneider Lisette Thoene                       |                                                                     |
| Zweierbob Männer                                                    | LettlandOskars Ķibermanis Matīss Miknis                             | DeutschlandFrancesco Friedrich Martin Grothkopp                     | KanadaJustin Kripps Benjamin Coakwell                               |                                                                     |
| Zweierbob Männer                                                    | LettlandOskars Ķibermanis Matīss Miknis                             | SchweizSimon Friedli Gregory Jones                                  | KanadaJustin Kripps Benjamin Coakwell                               |                                                                     |

## Gesamtwertungen

### Frauen Zweierbob
| Rang | Pilotin             | LPC1 | LPC2 | WIN | LPG | IGL | KÖN | STM | SIG | Punkte |
| ---- | ------------------- | ---- | ---- | --- | --- | --- | --- | --- | --- | ------ |
| 01   | Stephanie Schneider | 2    | 4    | 1   | 3   | 5   | 3   | 3   | 3   | 1611   |
| 02   | Mariama Jamanka     | 4    | 5    | 2   | 5   | 1   | 6   | 2   | 4   | 1573   |
| 03   | Christine de Bruin  | 5    | 3    | 7   | 2   | 4   | 4   | 5   | 5   | 1514   |
| 04   | Kaillie Humphries   | 1    | 1    | 4   | 4   | 3   | 1   | 1   | –   | 1484   |
| 05   | Nadeschda Sergejewa | 8    | 7    | 5   | 11  | 6   | 8   | 10  | 1   | 1353   |
| 06   | Katrin Beierl       | 12   | 12   | 8   | 9   | 7   | 5   | 7   | 6   | 1264   |
| 07   | Martina Fontanive   | 6    | 6    | 10  | 10  | 14  | 9   | 4   | 9   | 1248   |
| 08   | Laura Nolte         | –    | –    | 3   | 1   | 2   | 2   | 6   | –   | 1021   |
| 09   | Ljubow Tschernych   | 9    | 10   | 11  | 12  | 12  | 14  | –   | 8   | 0960   |
| 10   | An Vannieuwenhuyse  | –    | –    | 9   | 7   | dns | 7   | 11  | 10  | 0768   |
| 11   | Ying Qing           | 10   | 9    | –   | –   | 8   | 11  | 9   | –   | 0744   |
| 12   | Huai Mingming       | 11   | 11   | –   | –   | 9   | 10  | 12  | –   | 0696   |
| 13   | Alena Ossipenko     | –    | –    | 14  | 13  | 11  | 15  | –   | 7   | 0640   |
| 14   | Mica McNeill        | –    | –    | 12  | 8   | dns | 12  | 8   | –   | 0576   |
| 15   | Andreea Grecu       | –    | –    | 6   | –   | –   | 13  | –   | 2   | 0506   |
| 16   | Kim Kalicki         | 3    | 2    | –   | –   | –   | –   | –   | –   | 0410   |
| 17   | Brittany Reinbolt   | 7    | 8    | –   | –   | –   | –   | –   | –   | 0328   |
| 18   | Breeana Walker      | –    | –    | 13  | –   | 16  | 16  | –   | –   | 0312   |
| 19   | Margot Boch         | –    | –    | –   | 6   | 13  | –   | –   | dns | 0296   |
| 20   | Tania Vicenzino     | –    | –    | –   | 14  | 17  | 17  | –   | –   | 0288   |
| 21   | Cynthia Appiah      | –    | –    | –   | –   | 10  | –   | –   | –   | 0144   |
| 22   | Anna Köhler         | –    | –    | –   | –   | –   | –   | –   | 11  | 0136   |
| 23   | Melanie Hasler      | –    | –    | –   | –   | –   | –   | –   | 12  | 0128   |
| 24   | Polina Nazaruk      | dnf  | 13   | –   | –   | –   | –   | –   | –   | 0120   |
| 25   | Melissa Lotholz     | –    | –    | –   | –   | 15  | –   | –   | –   | 0104   |
| 26   | Giada Andreutti     | –    | –    | 15  | –   | –   | –   | –   | –   | 0104   |

### Männer Zweierbob
| Rang | Pilot                    | LPC1 | LPC2 | LPG | IGL | KÖN | STM | SIG1 | SIG2 | Punkte |
| ---- | ------------------------ | ---- | ---- | --- | --- | --- | --- | ---- | ---- | ------ |
| 01   | Francesco Friedrich      | 2    | 1    | 1   | 1   | 1   | 2   | 2    | –    | 1530   |
| 02   | Oskars Ķibermanis        | 4    | 4    | 2   | 23  | 5   | 3   | 1    | 1    | 1478   |
| 03   | Justin Kripps            | 3    | 3    | 10  | 12  | 2   | 5   | 3    | 3    | 1466   |
| 04   | Michael Vogt             | 7    | 11   | 3   | 5   | 6   | 18  | 9    | 13   | 1216   |
| 05   | Romain Heinrich          | 9    | 12   | 9   | 6   | 12  | 9   | 15   | 6    | 1168   |
| 06   | Won Yun-jong             | 8    | 6    | 13  | 7   | 10  | 17  | 17   | 9    | 1096   |
| 07   | Alexei Stulnew           | 16   | 15   | 14  | 8   | 14  | 4   | 8    | 9    | 1088   |
| 08   | Brad Hall                | –    | –    | 4   | 2   | 6   | 8   | 5    | 12   | 1050   |
| 09   | Dominik Dvořák           | 13   | 16   | 6   | 9   | 10  | 15  | 7    | dsq  | 0960   |
| 10   | Hunter Church            | 5    | 5    | 12  | 10  | 17  | 12  | –    | –    | 0856   |
| 11   | Suk Young-jin            | 11   | 20   | 15  | 19  | 18  | 13  | 11   | 17   | 0806   |
| 12   | Nico Walther             | –    | –    | 7   | 4   | 3   | 6   | –    | –    | 0736   |
| 13   | Benjamin Maier           | 12   | 8    | –   | 17  | –   | 19  | 14   | 7    | 0730   |
| 14   | Ralfs Berzins            | 18   | 19   | 10  | 10  | 15  | –   | 06   | –    | 0722   |
| 15   | Johannes Lochner         | 1    | 2    | –   | –   | –   | 1   | –    | –    | 0660   |
| 16   | Ivo de Bruin             | –    | –    | 16  | 16  | 19  | 07  | 16   | 14   | 0642   |
| 17   | Christoph Hafer          | 09   | 07   | –   | –   | –   | –   | 12   | 04   | 0640   |
| 18   | Richard Oelsner          | –    | –    | 05  | 03  | 04  | –   | –    | –    | 0576   |
| 19   | Rudy Rinaldi             | 14   | 10   | 08  | 13  | 0   | –   | –    | –    | 0536   |
| 20   | Yijun Shao               | 15   | 13   | –   | 14  | 16  | 16  | –    | –    | 0528   |
| 21   | Markus Treichl           | 21   | 21   | –   | 24  | 21  | 20  | 13   | 15   | 0523   |
| 22   | Chunjian Li              | –    | 14   | –   | 15  | 13  | 10  | –    | –    | 0480   |
| 23   | Simon Friedli            | –    | –    | –   | –   | 08  | –   | 20   | 2    | 0438   |
| 24   | Mihai Cristian Tentea    | –    | –    | –   | –   | 09  | –   | 10   | 11   | 0432   |
| 25   | Rostislaw Gaitjukewitsch | –    | –    | –   | –   | –   | –   | 04   | 08   | 0352   |
| 26   | Codie Bascue             | 06   | 09   | –   | –   | –   | –   | –    | –    | 0328   |
| 27   | Maxim Andrianov          | 17   | 17   | –   | –   | –   | 14  | –    | –    | 0288   |
| 28   | Mattia Variola           | –    | –    | –   | –   | 23  | –   | 19   | 18   | 0204   |
| 29   | Ryo Shinohara            | –    | –    | 19  | 20  | 22  | –   | –    | –    | 0198   |
| 30   | Oskars Melbardis         | –    | –    | –   | –   | –   | –   | –    | 05   | 0184   |
| 31   | Maximilian Illmann       | –    | –    | –   | –   | –   | –   | 18   | 16   | 0176   |
| 32   | Dimitri Popov            | –    | –    | 21  | 21  | 24  | –   | –    | –    | 0169   |
| 33   | Patrick Baumgartner      | –    | –    | 18  | 18  | –   | –   | –    | –    | 0160   |
| 34   | Geoffrey Gadbois         | 19   | 18   | –   | –   | –   | –   | –    | –    | 0154   |
| 35   | Michael Kuonen           | –    | –    | –   | –   | –   | 11  | –    | –    | 0136   |
| 36   | Lamin Deen               | –    | –    | 20  | 0   | 20  | –   | –    | –    | 0136   |
| 37   | Drazen Silic             | –    | –    | 22  | 25  | 22  | –   | –    | –    | 0136   |
| 38   | Cedric Follador          | –    | –    | 17  | –   | –   | –   | –    | –    | 1288   |
| 39   | Kaizhi Sun               | 20   | –    | –   | –   | –   | –   | –    | –    | 1268   |
| 40   | Timo Rohner              | –    | –    | –   | 22  | –   | –   | –    | –    | 1256   |

### Männer Viererbob
| Rang | Pilot                    | LPC1 | LPC2 | WIN1 | WIN2 | LPG | IGL | KÖN | STM | Punkte |
| ---- | ------------------------ | ---- | ---- | ---- | ---- | --- | --- | --- | --- | ------ |
| 01   | Francesco Friedrich      | 4    | 3    | 1    | 2    | 1   | 1   | 1   | 5   | 1686   |
| 02   | Johannes Lochner         | 4    | 2    | 4    | 1    | 2   | 2   | 2   | 3   | 1649   |
| 03   | Justin Kripps            | 1    | 1    | 5    | 6    | 5   | 5   | 3   | 1   | 1603   |
| 04   | Oskars Ķibermanis        | 2    | 4    | 3    | 5    | 3   | 11  | 4   | 2   | 1524   |
| 05   | Hunter Church            | 11   | 5    | 8    | 8    | 6   | 3   | 6   | 8   | 1352   |
| 06   | Alexei Stulnew           | 10   | 6    | 6    | 4    | 7   | 6   | 5   | 12  | 1344   |
| 07   | Dominik Dvořák           | 12   | 10   | 7    | 7    | 10  | 7   | 9   | 10  | 1216   |
| 08   | Nico Walther             | –    | –    | 2    | 3    | 4   | 4   | 8   | 4   | 1146   |
| 09   | Michael Vogt             | 7    | 9    | 20   | 11   | 9   | 9   | 11  | 10  | 1108   |
| 10   | Won Yun-jong             | 15   | 12   | 14   | 12   | 12  | 7   | 18  | 13  | 0968   |
| 11   | Suk Young-jin            | 18   | 17   | 10   | 13   | 17  | 18  | 13  | 17  | 0808   |
| 12   | Romain Heinrich          | 17   | 18   | 11   | 14   | 11  | 18  | 23  | 15  | 0786   |
| 13   | Brad Hall                | –    | –    | 9    | 10   | 8   | 12  | 10  | dns | 0728   |
| 14   | Benjamin Maier           | 3    | 11   | –    | –    | –   | 13  | –   | 6   | 0632   |
| 15.  | Lamin Deen               | –    | –    | 13   | 15   | 15  | 10  | 12  | –   | 0600   |
| 16.  | Markus Treichl           | 09   | 20   | –    | –    | –   | 21  | 13  | 09  | 0554   |
| 17   | Ralfs Berzins            | –    | –    | 19   | 16   | 13  | 20  | 07  | –   | 0526   |
| 18   | Rudy Rinaldi             | 14   | 14   | 18   | 18   | 14  | –   | –   | –   | 0496   |
| 19   | Patrick Baumgartner      | –    | –    | 21   | 19   | 14  | 14  | 17  | –   | 0432   |
| 20   | Ivo de Bruin             | –    | –    | 16   | 17   | –   | 16  | 21  | 18  | 0422   |
| 21   | Yijun Shao               | 19   | 16   | –    | –    | –   | 23  | 19  | 14  | 0406   |
| 22   | Maxim Andrianow          | 12   | 08   | –    | –    | –   | –   | –   | 16  | 0384   |
| 23   | Jian Jin                 | 16   | 15   | –    | –    | –   | 17  | 20  | –   | 0356   |
| 24   | Codie Bascue             | 06   | 07   | –    | –    | –   | –   | –   | –   | 0344   |
| 25   | Ryo Shinohara            | –    | –    | 22   | 21   | 19  | 24  | 22  | –   | 0293   |
| 26   | Christoph Hafer          | 08   | 13   | –    | –    | –   | –   | –   | –   | 0280   |
| 27   | Rostislaw Gaitjukewitsch | –    | –    | 12   | 09   | –   | –   | –   | –   | 0280   |
| 28   | Timo Rohner              | –    | –    | 15   | 20   | –   | 15  | –   | –   | 0276   |
| 29   | Dimitri Popov            | –    | –    | –    | –    | 18  | 22  | 15  | –   | 0240   |
| 30   | Chunjian Li              | –    | –    | –    | –    | –   | –   | –   | 07  | 0168   |
| 31   | Simon Friedli            | –    | –    | –    | –    | –   | –   | 16  | –   | 0096   |
| 32   | Mihai Christian Tentea   | –    | –    | 16   | 0    | –   | –   | –   | –   | 0096   |
| 33   | Michael Kuonen           | –    | –    | –    | –    | –   | –   | –   | 19  | 0074   |
| 34   | Geoffrey Gadbois         | 0    | 19   | –    | –    | –   | –   | –   | –   | 0074   |
| 35   | Cedric Follador          | –    | –    | –    | –    | 20  | –   | –   | –   | 1268   |

### Männer Kombination
Für die Wertung der Kombination werden die Punkte aus den Ergebnissen des Zweier- und Viererbobs addiert.
| Rang | Pilot                    | 2er  | 4er  | Gesamtpunkte | Siege |
| ---- | ------------------------ | ---- | ---- | ------------ | ----- |
| 01   | Francesco Friedrich      | 1530 | 1686 | 3216         | 8     |
| 02   | Justin Kripps            | 1466 | 1603 | 3069         | 3     |
| 03   | Oskars Ķibermanis        | 1478 | 1524 | 3002         | 2     |
| 04   | Alexei Stulnew           | 1088 | 1344 | 2432         | 0     |
| 05   | Michael Vogt             | 1216 | 1108 | 2324         | 0     |
| 06   | Johannes Lochner         | 0660 | 1649 | 2309         | 3     |
| 07   | Hunter Church            | 0856 | 1352 | 2208         | 0     |
| 08   | Dominik Dvořák           | 0960 | 1216 | 2176         | 0     |
| 09   | Won Yun-jong             | 1096 | 0968 | 2064         | 0     |
| 10   | Romain Heinrich          | 1168 | 0786 | 1954         | 0     |
| 11   | Nico Walther             | 0736 | 1146 | 1882         | 0     |
| 12   | Brad Hall                | 1050 | 0728 | 1778         | 0     |
| 13   | Youngijn Suk             | 0806 | 0808 | 1614         | 0     |
| 14   | Benjamin Maier           | 0730 | 0632 | 1362         | 0     |
| 15   | Ralf Berzins             | 0722 | 0526 | 1248         | 0     |
| 16   | Markus Treichl           | 0523 | 0554 | 1077         | 0     |
| 17   | Ivo de Bruin             | 0642 | 0422 | 1064         | 0     |
| 18   | Rudy Rinaldi             | 0536 | 0496 | 1032         | 0     |
| 19   | Yijun Shao               | 0528 | 0406 | 0934         | 0     |
| 20   | Christoph Hafer          | 0640 | 0280 | 0920         | 0     |
| 21   | Lamin Deen               | 0136 | 0600 | 0736         | 0     |
| 22   | Codie Bascue             | 0328 | 0344 | 0672         | 0     |
| 23   | Maxim Andrianov          | 0288 | 0384 | 0672         | 0     |
| 24   | Chunjian Li              | 0480 | 0168 | 0648         | 0     |
| 25   | Rostislaw Gaitjukewitsch | 0352 | 0280 | 0632         | 0     |
| 26   | Patrick Baumgartner      | 0160 | 0432 | 0592         | 0     |
| 27   | Simon Friedli            | 0438 | 0096 | 0534         | 0     |
| 28   | Mihai Christian Tentea   | 0432 | 0096 | 0528         | 0     |
| 29   | Ryo Shinohara            | 0198 | 0293 | 0491         | 0     |
| 30   | Dimitri Popov            | 0169 | 0240 | 0409         | 0     |
| 31   | Timo Rohner              | 1256 | 0276 | 0332         | 0     |
| 32   | Geoffrey Gadbois         | 0154 | 1274 | 0228         | 0     |
| 33   | Michael Kuonen           | 0136 | 1274 | 0210         | 0     |
| 34   | Cedric Follador          | 1288 | 1268 | 0156         | 0     |